# 덕정고등학교
덕정고등학교(德亭高等學校)는 대한민국 경기도 양주시 고암동에 있는 공립 고등학교이다.

## 학교 연혁
- 1999년 1월 22일 : 덕정고등학교 설립 인가(보통과 24학급)
- 1999년 3월 1일 : 덕정고등학교 개교
- 1999년 3월 1일 : 초대 이장우 교장 취임
- 2002년 2월 8일 : 제1회 졸업식 (362명)
- 2004년 3월 12일 : 볼링부 창단
- 2005년 9월 23일 : 덕정학관 개관
- 2008년 7월 1일 : 복싱부 창단
- 2009년 4월 28일 : 예성관 개관
- 2009년 8월 20일 : 급식실 완공, 학이재 개관
- 2012년 3월 2일 : "교과교실제 (수학,영어)" 운영
- 2012년 3월 2일 : 교과서 "자율형 창의경영학교" 운영
- 2022년 3월 1일 : 제9대 윤태련 교장 취임
- 2022년 12월 27일 : 제22회 졸업식(281명) 졸업, 총 7,199명

## 참고 자료
- 덕정고등학교 - 한국교육학술정보원 학교알리미